# かわすみきみの
かわすみ きみの（本名：川角 公乃、1968年1月7日 - ）は、千葉県出身のフリーアナウンサー。タイムリーオフィス所属。

## 略歴
学習院大学大学院修士課程修了時、テレビ信州に局アナウンサーとして入社。5年間在籍した後、フランス留学（ストラスブール大学）のため退社。帰国後は派遣社員を務めたのち、アール・エフ・ラジオ日本『中本賢のヨコハマガサガサ探検隊』のアシスタントをする。
2007年12月3日からBS11『マーケットTODAY』に出演。
2011年4月から9月までは坂口千夏の後任として、千葉テレビ放送のニュース番組『NEWSチバ600』の土日キャスターとして出演していた（表記上は「川角きみの」として出演）。当該期間に行われた同局の市町村選挙特番のキャスターも務めていた。2011年10月からは土曜が谷岡恵里子、日曜が木村佳那子（両名とも当時千葉テレビアナウンサー）に引き継がれた。

## 現在の出演番組
ラジオ
- 「WEST END TALK ～THE WEEKENDER～」パーソナリティ (FM-FUJI、2015年2月7日 - )